# زبان عربی
زبان عربی (به عربی: اللُّغَة العَرَبِيّة) (گوش دادن) یکی از زبان‌های سامی و یکی از شش زبان رسمی سازمان ملل متحد، زبان مقدس در اسلام، زبان رسمی در جهان عرب، و زبان اقلیت در بقیه کشورهای شمال آفریقا است. عربی زبان رسمی ۲۵ کشور و با ۴۷۰ میلیون نفر گویشور جزء پرگویش‌ترین زبان‌های جهان است. امروزه این زبان دارای۱۳‌ گویش و گویش‌های گوناگون است ولی عربی نوین معیار به‌عنوان زبان رسمی نوشتار در همهٔ کشورهای عربی پذیرفته شده است. تأثیر عربی بر دیگر زبان‌های جهان مانند فارسی، پَشتو، اُردو، هندی، و زبان‌های گوناگون خانوادهٔ زبان‌های ترکی چشمگیر است.
زبان عربی، زبان قرآن و بسیاری از نخستین نوشتارهای مسلمانان است و نزد همهٔ مسلمانان یک زبان مقدس محسوب می‌شود. در دوران طلایی اسلام، عربی به‌عنوان نخستین زبان جهان اسلام از اهمیت بالایی برخوردار بود و آثار علمی، ادبی و دینی فراوانی به این زبان نوشته می‌شد. دستور زبان عربی (صرف و نحو) در آغاز توسط ایرانیان طرح‌ریزی گشت.

## تاریخ
تاریخ زبان عربی را در یک روش می‌توان به پیش و پس از اسلام تقسیم کرد. در زمان‌های پیش از اسلام زبان عربی به دو شاخهٔ عربی جنوبی و عربی شمالی بخش‌بندی می‌گردید. عربی جنوبی در سرزمین یمن کنونی به کار می‌رفت و تحت تأثیر ارتباط با مصریان باستان و تمدن فنیقی قرار گرفته بود. این زبان با ظهور اسلام کم‌کم به دست فراموشی سپرده‌شد و به جای آن زبان عربی شمالی که مبنای عربی امروزی است در سراسر عربستان غلبه پیدا کرد. این زبان را اکنون عربی کلاسیک نیز می‌نامند. این زبان با فتوحات مسلمانان و زبان عربی قرآنی که نزدیکی بسیاری به زبان شکل‌یافتهٔ عربی داشت با گذشت زمان فراگیر شد و امروزه به‌عنوان زبان عربی کلاسیک در همه‌جای جهان عرب پراکنده شده است.

### زبان‌های سامی
یکی از زیرشاخه‌های خانوادهٔ زبان‌های آفریقایی-آسیایی است که ریشهٔ آن به خاورمیانه بازمی‌گردد. این زبان‌ها در غرب آسیا، شمال آفریقا و شاخ آفریقا، و همچنین در گروه‌های بزرگ مهاجری در آمریکای شمالی، اروپا و استرالزی بیش از سیصد و سی میلیون گویشور دارند. تمدن‌های سامی بزرگی در مناطق اطراف شبه جزیره عربستان به‌وجود آمد که از آن‌جمله می‌توان به تمدن‌های بابلی، آرامی، سومری، کنعانی و عبری اشاره کرد. زبان‌های باستانی ایجاد شده در هر منطقه با هم تفاوت‌های آشکاری دارند ولی همگی جزء زبان‌های سامی به‌شمار می‌آیند.
پرگویشورترین زبان‌های سامی در جهان امروز از این قرارند: عربی (۴۷۰ میلیون)، امهری (۲۲ میلیون)، تیگرینیا (۷ میلیون)، عبری (۹ میلیون)، تیگره (~۱٫۰۵ میلیون)، آرامی (۵۷۵٬۰۰۰ تا ۱ میلیون) و مالتی (۴۸۳٬۰۰۰).

## دستور زبان
کاربری (صرف) فعل در این زبان به دو زمان گذشته (ماضی) و اکنون (مضارع) است که با کمک صیغهٔ مضارع صیغه‌های آینده (مستقبل) هم ساخته می‌شود؛ و هر کدام از این دسته‌ها چهارده صیغه است.
زبان عربی قالبی و اشتقاقی است، بدین معنا که عرب‌زبانان از الگوهای افعال، تفعیل، مفاعله، استفعال و… بهره می‌برند و با ریختن ریشهٔ واژه در این قالب‌ها که «باب» نامیده می‌شوند، واژه می‌سازند. برای نمونه از واژهٔ پارسی زمان، مشتق‌هائی مانند ازمنه، مزمن و زمن ساخته شده است که شناسائی ریشهٔ آن را دشوار می‌کند.
نمونهٔ دیگر، واژهٔ پارسی «کادیک» به صورت قاضی و سایر مشتقات آن مانند قضاوت و مقتضی و …  نمونه‌ای دیگر واژه «مورَخ» به معنی تعیین زمان رویدادهاست و در قرآن و عربی پیش از اسلام نبوده و ریشهٔ عربی ندارد. فیروزآبادی در القاموسُ المحیط آن را بر گرفته از «ماه رخ» دانسته است، اما برخی از زبان‌شناسان معاصر آن را اسم فاعل از «تاریخ» می‌دانند و خود تاریخ را عربی شده از «تاریک» می‌دانند؛ زیرا سخن از گذشته‌ها در تاریکی و ابهام قرار دارد. در گاه‌نامهٔ «اَلدِراساتُ الأَدَبیَّة» بهار و تابستان ۱۳۴۳. نویسنده دیدگاه‌های مختلف را در این خصوص آورده و نظر حمزه اصفهانی را در مورد عربی‌شده از «ماه رخ» یا «تاریک» را بررسی نموده است. و نتیجه‌گیری نموده که عربی‌شده از «تاریک» بیشتر محتمل است و به منطق نزدیکترست.
عرب‌ها شمار زیادی از واژه‌های فارسی را برابر گویش خود دگرگون کردند و شماری از همین واژه‌ها به‌وسیلهٔ ایشان و کارگزاران ایرانیِ آن‌ها به پارسی وارد شد. چند نمونه از این گروه واژه‌های «دولاب»، «فردوس»، «ابریق»، «قهستان» و «کنز» هستند که به ترتیب از واژه‌های پارسی «دوه لاب»، «پردیس»، «آبریز»، «کوهستان» و «گنج» ساخته شده‌اند. عربی‌سازی شمار دیگری از واژه‌های پارسی و راه یافتن آن‌ها به پارسی از الگوی پیچیده‌تری پیروی می‌کند. یک نمونه واژهٔ  است که در پارسی کنونی کاربرد حقوقی دارد. این واژه از مفرد کردن واژهٔ «جُناح» ساخته شده است، اما «جناح» خود عربی‌شدهٔ واژهٔ پارسی «گناه» است. واژگانی مانند «پهلوان» (پهلوان) و «مهرجان» (بر گرفته از مهرگان که برای هرگونه جشن به‌کار می‌رود) در عربی نیز برگرفته از واژگان فارسی هستند
واژه‌هائی مانند برنامه (برنامج)، فیروز، تنور، خندق، قناة، قلعة (کلات)، منجنیق، اسفناج، دیوان، برزخ، بلبل، حنا، یاسمین، سرو، عدس، شهی، آجر، گچ (به عربی جص)، خنجر (برگرفته از واژهٔ خونگر)، طربوش (بر گرفته از سرپوش) از پارسی گرفته شده‌اند. در قرآن نیز واژگان پارسی فراوانی راه یافته است. که از این دید پرنفوذترین زبان بر ادبیات قرآنی انگاشته می‌شود: دین، سراج (برگرفته از چراغ)، جند، سجیل (بر گرفته از سنگ گل)، نمارق (جمع واژهٔ نرمک ایرانی به معنی بالش)، وزیر (از وَچیر پهلوی)، مسک (از مشک پهلوی)، عفریت (از آفرید).
از دیگر واژه‌هائی که از پارسی به عربی رفته‌اند می‌توان به: هندسه (برگرفته از اندازه / هَنداچک)، محراب (برگرفته از مهراب) و مسجد (برگرفته از مَزگت) اشاره کرد.

### تأثیر زبان‌های دیگر بر زبان عربی

درصد زبان‌های مورد استفاده بر روی اینترنت - عربی ۳٪

از این میان می‌توان به تأثیر زبان‌های فارسی، عبری، اکدی و لاتین بر آن اشاره کرد، حتی در نوشتار قرآن چنین واژه‌هائی یافت می‌شوند هر چند که زبان عربی بنا بر ویژگی نهادین خود که واژه‌ها در آن صرف می‌شوند چهرهٔ وام‌واژه‌ها را چنان دگرگون می‌نماید که شناسائی ریشهٔ آن بسیار دشوار می‌گردد. برای نمونه واژهٔ عربی «جلّاب» بر وزن «فعّال» برگرفته از واژهٔ فارسی «گلاب» است.
ابن خلدون بر این نظر است که زبان عربی در نتیجهٔ آمیزش با زبان‌های غیرعربی (عجمی) فاسد شده و برخی احکام آن دگرگونه شده و اعراب آن تغییر یافته است؛ و برای همین او زبان بادیه‌نشینان عرب را از لحاظ عربیّت ریشه‌دارتر و اصیل‌تر از زبان شهریان عرب می‌داند.

### معرب‌سازی
در زبان عربی واژگان بسیار زیادی وجود دارد که به آن‌ها «معرّبات» یعنی «عربی‌شده» می‌گویند. ریشهٔ بسیاری از معرّبات هنوز ناشناخته است. سازمان استانداردسازی عربی کوشش فراوانی کرده تا ریشهٔ این‌گونه واژگان شناسائی شود، اما برای اینکه در عربی‌سازی معمولاً واژگان بیگانه به‌طور کامل برهم ریخته می‌شود، نمی‌توان به سادگی این‌گونه معرّبات را ریشه‌یابی نمود. گفته می‌شود حدود 200 واژه معرّب از واژگان رایج در زبان پارسی به زبان عربی راه یافته است. واژگانی مانند «جَص»، «مُجَصِص» و مشتقات آن از «گچ» و «اساطیر» و «اسطوره» از «Stori» لاتین و «خارطة» و «خوارط» از «Carta» و «منهی عنه» و «نهی» از «نه» و «No» فارسی و سانسکریت است.
واژهٔ «کتاب» ریشهٔ اَکَّدی دارد و همراه با قرآن به عربی اندر آمده است در دو سدهٔ گذشته نیز واژگان فراوانی از زبان‌های اروپایی به عربی راه یافته‌اند. برای نمونه «تکنولوژی» که گفته می‌شود «التکنولوجیه» یا در سیاست (مانند: الإمبریالیة، الإیدیولوجیا…)، یا هنر و ادبیات (مانند: رومانسیة، خارطة از کارتوگرافی Carta- باکلوریا(Bachelor)-ماجستر(Master)- فلسفه، فلم (فیلم)، سیناریو (سناریو)...) یا صنعت و تکنولوژی (مانند: باص، رادیو، اوراش/ ورشه(Workshop) - تلیفون، تلفزیون، Technic- تقنی -. کمبیوتر…).
در کتاب «الکلمات الفارسیه فی المعاجم العربیه» حدود ۳ هزار کلمه عربی که از زبان پارسی به عربی راه یافته‌اند را به همراه توضیحات برای هر واژه آورده است. قبلاً نیز جوالیقی ١٧٠ کلمه و در کتاب المنجد ٢٠٠ کلمه و ادی شیر، در کتاب واژه‌های پارسی عربی‌شده، ٢٠٠ واژه پارسی را توضیح داده است. اما این بی اساس است.

## مفرس‌سازی

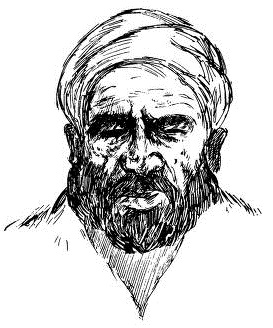
بشار بن برد شاعر ایرانی‌تبار در دوران امویان و عباسیان به زبان عربی شعر می‌سرود.

در زبان عربی واژگانی از دوره شکل‌گیری عربی قرآن تا دوره معاصر وجود دارد که به آن «مفرّس» به معنای «فارسی شده» می‌گویند. واژگان راهیافته به زبان عربی از راه‌های تجارت، سیاحت، زیارت، به جزیرة العرب راهیافته است. این واژگان به علت دو ویژگی ساخت پذیری و محتواپذیری زبان عربی، در زبان مقصد هضم شده است. فعل‌ها، واژگان و حروف مفرّس از مسیر زبان‌شناسی قابلیت شناسایی دارند.
واژگان مفرّس شمار فراوانی از لهجه‌ها و گویش‌های فارسی قدیم و جدید را در بر می‌گیرند که با بررسی زبان شناختی زبان فارسی قابلیت شناسایی و دریافت دارند. مانند: صولجان، أرجُوان، تَسَربَلَ

### دستور زبان
صفت (و موصوف) و مضاف (و مضافٌ‌الیه: تعلق یک چیز به چیز دیگر که هر دو اسم باشند) در زبان عربی همانند زبان انگلیسی و البته گاهی زبان فارسی تاجیکی است یعنی صفت پیش از موصوف (البته در زبان انگلیسی از یک حرف اس اضافه نیز استفاده می‌شود) بر عکس زبان فارسی. صرف فعل در زبان عربی دو نوع ثلاثی و رباعی دارد برای افعالی مانند ذهب و زلزل که هر یک به دو دسته صرف ساده ماضی و مضارع و صرف مزید (موارد خاص مانند امر کردن مطاوعه) ماضی و مضارع تقسیم می‌شود. همچنین باب‌های (وزن‌های) خاصی مانند باب مکان سَجَدَ (مَفعِل:مسجد) و باب زمان نیز دارد. افعال برخی صحیح و برخی معتل (دارای حروف صدادار عله الف، ی یا و) هستند و بر اساس اینکه محل حرف عله در کجای واژه فعل باشد معتل العین یا معتل الام خوانده می‌شود مانند قول و صرف این‌گونه افعال زمانی که دو حرف صدادار کنار هم بیایند متفاوت است مثلاً قال به جای قَوَلَ و بسته به شرایط ممکن است کسره و حرف عله به حرف صدادار ی و فتحه و حرف عله به حرف صدادار آ و ضمه به او تبدیل شوند و گاهی حرف عله ساکن شود یا حذف شود مانند وجد و یجد یا تجعید.

### اعداد در دستور زبان عربی
در دستور زبان عربی اعداد به دو گروه اعداد اصلی و اعداد ترتیبی تقسیم می‌شوند.
اعداد اصلی عددهایی هستند که نشان دهنده تعداد و کثرت معدود هستند. برخلاف اعداد ترتیبی که نشان دهنده ترتیب و جایگاه معدود هستند.
در زبان عربی، اعداد اصلی قبل از معدود می‌آیند اما در اعداد ترتیبی ابتدا معدود می‌آیند.

#### انواع اعداد اصلی عربی
۱. اعداد مفرد: شامل عدد ۳ تا ۱۰ می‌شود.
۲. اعداد مُرکَّب: شامل اعداد از ۱۱ تا ۱۹ می‌شود. (دلیل این نامگذاری به خاطر ترکیبی بودن اجزای این عددهاست که ساخته شده از ترکیب دو عدد هستند)
۳. اعداد معطوف: شامل اعداد ۲۱ تا ۹۹ می‌شود. که البته اعداد عقود در بین آنها نیست.
۴. اعداد عقود: عددهایی که به‌صورت ده تا ده تا تشکیل و شمارش می‌شوند و آغازشان از ۱۰ است: ۱۰-۲۰-۳۰-۴۰-۵۰-۶۰-۷۰-۸۰-۹۰. و تا ۹۰ ادامه دارد.

###### قواعد اعداد اصلی با معدود
- معدود در اعداد ۱ و ۲ و ۱۱ و ۱۲ در حکم رابطه وصفی هستند؛ یعنی در حرکت گذاری و اعراب، در جنسیت، در معرفه و نکره مانند هم هستند.
- معدود در اعداد ۳ تا ۱۰ از نظر جنسیت برخلاف عدد است. از نظر حرکت نیز همواره مجرور است. مانند: تلاثةُ رجالٍ
- معدود در اعداد ۱۳ تا ۹۹ «چه معطوف باشد، چه عقود» به‌صورت مفرد آمده و همیشه حرکت منصوب می‌گیرد. مانند: اربعة عشر رجلاً.
البته در اعداد ۱۳ تا ۱۹ رقم یکان از نظر جنسیت با معدود مخالف است.

#### اعداد ترتیبی
اعداد ترتیبی به اعدادی گفته می‌شود که نشان دهنده جایگاه یا ترتیب معدود هستند.
این اعداد در دستور زبان با معدود خود در رابطه وصفی «موصوف+صفت» قرار می‌گیرند و از همدیگر تبعیت می‌نمایند.
مانند: الصفحةِ الثالثةِ. الدرسُ الثامنُ

## گویش‌ها و لهجه‌ها
چارچوب جغرافیائی که گویشوران زبان عربی در آن پیشینه‌اند را جهان عرب می‌نامند که شامل بیش از ۲۰ کشور می‌شود که از خاورمیانه آغاز شده و تا شمال باختری آفریقا ادامه می‌یابد.
زبان عربی شمار فراوانی از گویش‌ها و لهجه‌های گوناگون را دربرمی‌گیرد که به‌طور کلی به سه بخش تقسیم می‌شود:
- عربی کلاسیک یا قرآنی (به عربی: اللغة العربیة الفصحی)
- عربی استاندارد یا شیوا یا کتابی
- عربی گفتاری یا دارجة (به عربی: اللهجة العامیة)

در کشورهای عربی لهجه استاندارد برای آموزش در آموزشگاه‌ها و نوشتن کتاب و روزنامه به کار برده می‌شود.
اما هر بخشی از جهان عرب، گویش محلی ویژه خود را دارد که گاه تفاوت‌های میان آن‌ها به اندازه‌ای است که عرب‌ها مجبور به سخن‌وری به عربی کتابی یا انگلیسی یا زبان واسط دیگری با هم می‌شوند. دلیل شمار فراوان گویش‌ها و لهجه‌ها در زبان عربی را تأثیر زبان‌های پیشین موجود در آن بخش‌ها پیش از چیرگی زبان عربی بر آن منطقه‌ها دانسته‌اند. در حالت کلی عربی گفتاری را به دو بخش خاورمیانه‌ای و باختری تقسیم می‌کنند اما به‌طور دقیق‌تر عربی دارای ۴ گویش زیرست که هر کدام خود دارای لهجه‌های فراوانیست.
- گویش مصری
- گویش باختری (شامل لهجه‌های: مراکشی، تونسی، الجزایری و…)
- گویش شامی (شامل لهجه‌های: لبنانی، فلسطینی، و عرب زبانان غرب کشور اردن)
- گویش شرقی (شامل لهجه‌های عراقی، کویتی، شرق سوریه، ساحل خلیج فارس از عراق تا کشور عمان و سواحل جنوبی و جنوب غرب ایران، اهواز و در آبادان و شادگان و دشت آزادگان)

از این میان عربی مصری به عنوان گویش گفتاری زبان دوم مشترک میان همه عرب‌زبانان به کار می‌رود؛ و دلیل آن وجود انبوه فیلم‌ها و برنامه‌های تلویزیونی و رادیوئی و منابع عربی به این گویشست.
تفاوت لهجه‌ها در گویش‌های روزانه زبان عربی در واژگان، دستور زبان و شیوهٔ آوایش واژه‌ها به چشم می‌خورد.
بیشترین تفاوت‌ها بین گویش‌های غرب و شرق کشورهای عرب‌زبان وجود دارد؛ برای نمونه (کویتی و مراکشی)
در تفاوت‌های مربوط به چگونگی آوایِش می‌توان به چگونگی آوایِش حرف /ق/ اشاره نمود که در لهجه بادیه‌نشینان و عراقی‌ها /گ/، در لهجه مصری و سوریه /ء/ و در لهجه فلسطینی /ک/ تلفظ می‌شود.
یا چگونگی تلفظ /ج/ که در لهجه مصری /گ/ آوایِش می‌شود مانند الجمهوریة => الگمهوریة و در لهجه لبنانی و لهجه بعضی از عرب‌های خوزستان ایران به ویژه برخی از قبیله‌های «سواری، حیدری» این حرف نزدیک به /ژ/ آوایِش می‌گردد.

## زبان‌های رایج غیرعربی در کشورهای عربی
از ۲۲ کشور عربی، ۸ کشور بیش از یک زبان رسمی (علاوه بر عربی) دارند و ۱۹ کشور هم علاوه بر زبان‌های رسمی، زبان‌های مهم و پرگویش دیگری هم دارند. زبان مادری نیمی از جمعیت کشورهای عربی شمال آفریقا مانند مراکش و الجزایر زبان آمازیغی￼ است و در قانون اساسی جدید این دو کشور زبان آمازیغی به عنوان زبان رسمی در کنار فرانسه و عربی به رسمیت شناخته شده است.
| ردیف   | نام کشور | زبان رسمی دیگر            | سایر زبان‌های مهم رایج                                                                                       |
| آفریقا | آفریقا   | آفریقا                    | آفریقا |
| ------ | -------- | ------------------------- | --- |
| ۱      | الجزایر  | زبان بربری (زبان آمازیغی) | زبان فرانسوی در تجارت و آموزش                                                                               |
| ۲      | مراکش    | زبان بربری (زبان آمازیغی) | زبان فرانسوی در اسناد دولتی                                                                                 |
| ۳      | لیبی     | -                         | زبان بربری (زبان آمازیغی)                                                                                   |
| ۴      | تونس     | -                         | زبان بربری (زبان آمازیغی)، زبان فرانسوی در تجارت و آموزش                                                    |
| ۵      | مصر      | -                         | زبان قبطی (زبان مذهبی مسیحیان)، زبان دومری، زبان نوبی (زبان قدیم مردم حبشه)                                 |
| ۶      | سومالی   | زبان سومالیایی            | |
| ۷      | جیبوتی   | زبان فرانسوی              | زبان سومالیایی و زبان عفار به عنوان زبان‌های ملی                                                             |
| ۸      | سودان    | زبان انگلیسی              | زبان نوبی (زبان قدیم مردم حبشه)، زبان فور در دارفور، زبان دومری توسط کولی‌ها، زبان قبطی (زبان مذهبی مسیحیان) |
| ۹      | موریتانی | -                         | زبان پولار، زبان سونینکه و زبان ولوف به عنوان زبان‌های ملی، زبان فرانسوی                                     |
| ۱۰     | قمر      | زبان فرانسوی، زبان قمری   | - |
| آسیا   |          |                           | |
| ۱۱     | عراق     | زبان کردی                 | زبان آشوری، زبان ارمنی                                                                                      |
| ۱۲     | عربستان  | -                         | زبان اردو (کارگران پاکستانی)، زبان روهینگیا (کارگران بنگلادشی)، زبان تاگالوگ (کارگران فیلیپینی)             |
| ۱۳     | یمن      | -                         | زبان مهری، زبان سوکوتری، زبان انگلیسی                                                                       |
| ۱۴     | عمان     | -                         | زبان بلوچی، زبان هندی، زبان اردو، زبان شهری (زبان جبالی)                                                    |
| ۱۵     | امارات   | زبان انگلیسی              | زبان اردو، زبان هندی و زبان فارسی به عنوان زبان‌های ملی                                                      |
| ۱۶     | قطر      | -                         | زبان انگلیسی (زبان تأیید شده)، زبان اردو، زبان هندی                                                         |
| ۱۷     | بحرین    | -                         | زبان اردو،                                                                                                  |
| ۱۸     | کویت     | -                         | زبان انگلیسی (در تجارت)، زبان اردو                                                                          |
| ۱۹     | سوریه    | -                         | زبان کردی، زبان ارمنی، زبان ترکی، زبان آشوری                                                                |
| ۲۰     | اردن     | -                         | زبان ارمنی، زبان چرکسی                                                                                      |
| ۲۱     | لبنان    | -                         | زبان ارمنی، زبان فرانسوی                                                                                    |
| ۲۲     | فلسطین   | -                         | زبان عبری                                                                                                   |
| کل     | ۲۲       | ۸ کشور                    | ۱۹ کشور |

## در ایران
زبان بومی مردمان عرب ایران و عرب‌های خوزستان که بیشتر در جنوب ایران سکونت دارند نیز عربی است. همچنین بسیاری از واژه‌های عربی در زبان فارسی و گفت و گوی محاوره ای ایرانیان وارد شده است.
زبان عربی فصیح در سطوح متوسطه اول و دوم در مدارس ایران در قالب کتاب درسی (متوسطه اول و متوسطه دوم: عربی، زبان قرآن) آموزش داده می‌شود و به آن یک زنگ در هفته اختصاص داده شده است.